# Wilhelm Theodor Carl Alberti
Wilhelm Theodor Carl Alberti (geboren am 3. Oktober 1746 in Helmstedt; gestorben am 12. August 1771 ebenda) war ein deutscher Philologe, Theologe, Pädagoge, Rektor an der Stadt- oder Ratsschule sowie Dozent an der Universität Helmstedt.

## Leben und Wirken
Alberti war ein Sohn Georg Siegfrid Albertis, des Custos der Stephanuskirche in Helmstedt, und seiner Frau Catharina. Er wurde zunächst durch seinen Vater unterrichtet, besuchte das Gymnasium und schließlich ab 1765 die Universität Helmstedt, wo er Philosophie, Philologie, neue Sprachen und Theologie studierte. Hier erwarb er auch die Venia Legendi und wurde 1770 mit der Schrift Dissertatio Philologico-Hermenevtica De Locis Sacrae Scriptvrae Parallelis Sectio I. zum Dr. der Philologie promoviert. Sein Respondent war Anton August Heinrich Lichtenstein.
Er legte das Examen vor dem Wolfenbütteler Konsistorium hinsichtlich des „rechten lutherischen Glaubens“ bezüglich seiner Eignung als Rektor ab. 1769 wurde er zum Rektor der Ratsschule in Helmstedt berufen und vom Herzog als solcher bestätigt. Seine Antrittsrede, über „Neologismen im lateinischen Stil“, hielt er in lateinischer Sprache. Er gab Vorlesungen über Philosophie an der Universität und erstellte Schulprogramme, die trotz überfüllter Klassen ein effektives Lehren in den unterschiedlichen Schulsystemen ermöglichen sollten. Dabei zeigten seine Schriften Verständnis für die Schüler und deren Zukunft. Er sah den Lateinunterricht als eine Grundvoraussetzung für die Ausbildung an. So unterrichtete er Schüler, die teilweise  sogar aus Braunschweig, Halberstadt, Hildesheim oder Magdeburg kamen.
Im Jahr 1770 heiratete er, starb jedoch nur ein Jahr später an der Schwindsucht. Seine Witwe erhielt aus der „Fürstlichen Bedienten- und Witwenkasse“ eine jährliche Zahlung von 12 Thalern.
Als praxisbezogener Pädagoge prägte Alberti, trotz seines frühen Todes, das Schulwesen seiner Heimatstadt. Bereits während seiner Schul- und Studienzeit hatte er die Kinder angesehener Familien unterrichtet und predigte in der Universitätskirche. Er war zudem Subprior des Klosters Marienthal, das in dieser Zeit auch ein Lehrerseminar beherbergte.
Engagement
- Mitgliedschaft und anschließend Senior der Herzoglichen Deutschen Gesellschaft zu Helmstedt
- Mitbegründer eines Vereins zur Vervollkommnung der Kenntnisse der lateinischen Schrift und Sprache.

## Schriften
- mit Augustus Antonius Eobaldus Alers, Johann Carl Christoph Ferber: Schediasma De Eo Qvod Proprivm Est In Ciceronis Latinitate Qvo Simvl Viro … Avgvsto Antonio Eobaldo Alers Brvnovic. Sacrar. Litterar. Candidato Qvvm Academiae Ivlio-Carolinae Cvm Lavde Bonorvm Valediceret Nomine Societatis Latinae Qvae Svb Praesidio … Io. Caroli Christophori Ferberi Log. Et Metaph. Professoris Pvbl. Ord. Floret Optimam Felicitatem Gratvlatvr Gvil. Theod. Carol. Alberti Helmstad. Societ. Dvcal. Tevton. Senior Et In Templo Academ. A Concionibvs Habendis. D. III. Octobr. MDCCLXVIII. Michael Günther Leuckart, Helmstedt 3. Oktober 1768, OCLC 935150890 (diglib.hab.de).
- mit August Wilhelm Ferber: Num vocabula quaevis nova hodie reicienda in latino sermone, neque liceat umquam onomatopoiei; … Michael Günther Leuckart, Helmstedt 1769, OCLC 257628176.
- mit Anton August Heinrich Lichtenstein (Respondent), Julius Friedrich Ludwig Rodemeier und Theodolus Antonius Woller (als Beiträger): Dissertatio Philologico-Hermenevtica De Locis Sacrae Scriptvrae Parallelis Sectio I. Michael Günther Leuckart, Helmstedt 1770, OCLC 250342327.
- Programma De Locis Sacrae Scriptvrae Parallelis Sectio III. … Johann Drimborn, Helmstedt 1770, OCLC 838828748, urn:nbn:de:gbv:3:1-262957.
- Observationes Philologico-Criticae In Horatium Sortis Suae Laudes Celebrantem Carm. Lib. III. Od. XVI. v. XXVIIII–XXXII. Michael Günther Leuckart, Helmstedt 1771.